# Iolaus mildbraedi
Iolaus mildbraedi är en fjärilsart som beskrevs av Schultze 1912. Iolaus mildbraedi ingår i släktet Iolaus och familjen juvelvingar. Inga underarter finns listade i Catalogue of Life.